# Patricia Jones
Patricia Jones (New Westminster, 16 de octubre de 1930 - 23 de agosto de 2000) fue una atleta canadiense, especialista en la prueba de 4 × 100 m en la que llegó a ser medallista de bronce olímpica en 1948.

## Carrera deportiva
En los JJ. OO. de Londres 1948 ganó la medalla de bronce en los relevos de 4 x 100 metros, con un tiempo de 47.8 segundos, llegando a meta por detrás de Países Bajos y Australia, siendo sus compañeras de equipo: Nancy MacKay, Diane Foster y Viola Myers.
En la final individual de los 100 metros, terminó quinta, justo detrás de Myers; ambas registraron tiempos de 12,3 segundos contra los 11,9 segundos ganadores de la neerlandesa Fanny Blankers-Koen.